# اینویاشا (شخصیت)
اینویاشا (به انگلیسی: InuYasha) نام شخصیت اصلی در سری انیمه و مانگای ژاپنی اینویاشا است که توسط رومیکو تاکاهاشی نوشته و طراحی شده‌است.

## معرفی و پیشینه
اینویاشا از نجیب زنی انسانی به نام ایزایو و معشوقه شیطان سگش، توگا به دنیا آمد . تاکمارو ، نگهبان خود ایزایویی که از برادری اش با یک دیو عصبانی شده بود ، در همان شب ماه گرفتگی برای تولد اینویاشا، او را با نیزه سوراخ کرد. ایزایو به اندازه کافی قدرت داشت که اینویاشا را قبل از تسلیم شدن در برابر زخم های مرگبارش به دنیا آورد، اگرچه او به زودی توسط شمشیر شفابخش توگا، تنسیگا، زنده شد . 
توگا که در نبرد اوج با ریوکوتسوئی در کاماکورا از زخم‌های مرگبار رنج می‌برد ، فقط فرصت کافی داشت تا نام اینویاشا را برای نوزاد خود بگذارد و با پسر نوزادش و ایزایوی خداحافظی کند و آنها را تشویق به فرار کند. او در همان شب از بین رفت و از آخرین توان خود برای جلوگیری از تعقیب تاکمارو استفاده کرد و اینویاشا را رها کرد تا توسط مادر فانی خود بزرگ شود. 
دوران کودکی اینویاشا به جز تعامل با مادرش بسیار تنها بود. اینویاشا به عنوان یک هانیو نه توسط انسان ها و نه یوکای پذیرفته شد. بچه های دیگر همیشه او را " دوره " می نامیدند . او که توسط همه انسان ها طرد شده بود، به جز مادرش، زمانی که مادرش مرده بود، ویران شد. او تنها ردای موش آتشین را که از پدرش دریافت کرده بود، و همچنین ظرفی از روژ (معادل رژ لب امروزی)، که بعداً قبل از مهر و موم شدن به درخت مقدس به کیکیو هدیه کرد، باقی ماند .
اینویاشا که در دوران کودکی قادر به مقابله نبود، اغلب مجبور می شد هرگاه با یوکای های متخاصم روبرو می شد مخفی شود. چنین موقعیت‌هایی باعث می‌شد که او از اینکه تا زمانی که بزرگ‌تر شود نمی‌تواند از خود دفاع کند، ناامید می‌شد. به همین دلیل، او شخصیتی خصمانه و دفاعی پیدا کرد و به ویژه در شب ماه نو منزوی شد و در طی آن قدرت شیطانی خود را از دست داد و تبدیل به یک فانی ساده شد. اینویاشا اشاره کرد که او هرگز در طول ماه نو نخوابید تا از آشکار شدن ضعف خود جلوگیری کند. وقتی او از توانایی جواهر شیکن در تبدیل حتی نیمه شیاطین به یوکای کامل شنید، به جستجوی آن رفت.
اینویاشا قصد داشت جواهر را از کیکیو بدزدد .  Miko وظیفه پاکسازی و محافظت از آن را بر عهده داشت . پس از چندین تلاش ناموفق حتی برای نزدیک شدن به کیکیو، اینویاشا شروع به ایجاد احساسات عاشقانه شدید برای او و او برای او کرد. بعد از اینکه اینویاشا گفت بوی خون به مشامش می‌آید، کیکیو شروع به حمام کردن هر روز کرد و اینویاشا از دور تماشا می‌کرد. برخوردهای بعدی آنها پس از اینکه اینویاشا کید را از دست معشوقه صدپا نجات داد که قصد داشت او را به گروگان بگیرد تا جواهر شیکون را از کیکیو پس بگیرد، به یک رابطه نزدیک منجر شد. 
اینویاشا و کیکیو پس از این برای اولین بار در یک جلسه بدون خشونت با هم آشنا شدند و به سرعت عاشق یکدیگر شدند. پس از این، کیکیو انسانی تر شد و احساسات بیشتری را نشان داد و با بچه ها بازی کرد، در حالی که اینویاشا از تلاش خود برای جواهر شیکون دست کشید و به این نتیجه رسید که ارزش از دست دادن کیکیو را ندارد. او مدتی در دهکده زندگی کرد و هر زمان که کیکیو نیاز داشت به او کمک کرد. پس از اینکه قدرت کیکیو به دلیل عاشق شدن با اینویاشا ضعیف شد و در نتیجه کائده چشم راست خود را از دست داد، کیکیو به این فکر کرد که چه کند.
در نهایت، کیکیو به این فکر افتاد که از جواهر برای ساختن اینویاشا یک انسان کامل استفاده کند، زیرا این امر شیکون نو تاما را پاک می‌کند و کیکیو را از وظیفه محافظت از آن آزاد می‌کند. ایده داشتن زندگی عادی با هم برای هر دو جذابیت داشت. 
هانیو دیگری به نام ناراکو که از یک جنایتکار انسانی متولد شده بود که کیکیو او را ترحم می کرد، این جفت را مشاهده می کرد و امیدوار بود که شیکن نو تاما را برای خودش بدزدد. او متعاقباً کیکیو و اینویاشا را فریب داد تا به یکدیگر خیانت کنند. 
اینویاشا به دهکده کیکیو نفوذ کرد و شیکون نو تاما را دزدید، زیرا متقاعد شده بود که کیکیو هرگز قصد نداشت او را به انسان تبدیل کند. کیکیو برای دفاع از دهکده و برای جلوگیری از فرار او با جواهر، اینویاشا را با یک تیر مقدس شلیک کرد و او را با طلسم خواب ابدی به درخت مقدس اعصار مهر کرد . لحظاتی بعد، کیکیو به دلیل زخمی که از ناراکو دریافت کرده بود، که در زمان حمله به اینویاشا مبدل شده بود، سقوط کرد. 
او به خواهر کوچکترش Kaede دستور داد که جواهر را همراه با بدنش بسوزاند تا شیاطین و مردان شرور دیگر هرگز از آن برای اعمال شیطانی استفاده نکنند. او به زودی درگذشت و آرزوی سوزاندن جواهر برآورده شد. علیرغم اینکه اوضاع پیش می رفت، اینویاشا همچنان کیکیو را دوست داشت. 
پنجاه سال بعد، تناسخ مدرن کیکیو، کاگومه هیگوراشی پانزده ساله ، از طریق چاه استخوان خوار وارد دوران فئودالی شد و ناخودآگاه شیکون نو تاما را با خود آورد. حضور جواهر شیاطین اطراف را بیدار کرد، اما بوی خون کاگومه بود که توسط یک معشوقه صدپا که دوباره زنده شد مورد حمله قرار گرفت که اینویاشا را از طلسمش بیدار کرد. 
اینویاشا اولین بار که او را دید، کاگومه را با کیکیو اشتباه گرفت، به دلیل ظاهر مشابه آنها، اما حس بویایی او ثابت کرد که آنها واقعاً افراد متفاوتی هستند. اینویاشا متعاقبا توسط کاگومه آزاد شد تا به مبارزه با میسترس صدپا کمک کند . 
پس از کشتن معشوقه صدپا، اینویاشا به کاگومه حمله کرد تا جواهر شیکون را برای خود بیاورد، 
 اما توسط یک کاید مسن مانع شد . او مهره های انقیاد خواهر مرحومش را دور گردن هانیو قرار داد، که به کاگومه اجازه داد تا او را به سادگی با گفتن کلمه " بنشین !" 
از آنجایی که اینویاشا نمی توانست گردنبند را در بیاورد، عملاً در حضور کاگومه ناتوان شد. بلافاصله پس از آن، کاگومه به طور تصادفی جواهر مقدس را در حالی که به دیوی کلاغی که قصد فرار با آن را داشت شلیک می کرد، شکست و تکه ها در سراسر ژاپن پراکنده شدند . اینویاشا با اکراه موافقت کرد که با او متحد شود تا تمام قطعات را پیدا و جمع کند.

## قدرت‌های اینویاشا
اینویاشا مانند سگ‌ها دارای شامه تیزی بوده و سرعت بالایی دارد.
- تیغ خون (Blade of blood): اینویاشا قطره‌های خونش را وقتی پرتاب می‌کند، به صورت تیغ‌هایی برنده در می‌آیند.
- رودخانه‌ای از آهن، رباینده روح ها(Iron river,soul stealer): قدرتی برخاسته از خشم اوست که از پنجه‌های اینویاشا کسب قدرت می‌کند.

## تتسایگا و قدرتهایش
تتسایگا به دستور پدر اینویاشا و به دست توتوسای شمشیر ساز افسانه‌ای و از دندان نیش پدر اینویاشا ساخته شده و میراث اینویاشاست.
این شمشیر می‌تواند هزاران اهریمن را در یک حمله نابود سازد.
تتسایگا در یک نبرد می‌شکند ولی توتوسای با استفاده از دندان خود اینویاشا آن را مرمت می‌کند.
تتسایگا برادری نیز به نام تنسیگا دارد که میراث سشومارو برادر اینویاشاست که بر خلاف خواست سشومارو تنها کاربردش زنده ساختن انسان‌هاست و با یک ضرب میت‌واند جان صدها انسان را نجات دهد.
رین بوسییلهٔ همین شمشیر زنده می‌گردد.
این دو شمشیر هدف دیگری نیز برای ساخته شدن دارند و آن رام کردن اهریمن داخل این دو برادر است.

## پنجه باد(Wind scar)
زبانه‌ای از انرژی است که از تداخل ابرقدرت اهریمن‌های داخل مبارزه ایجاد می‌شود تغذیه می‌گردد.
اینویاشا با قوی تر شدنش می‌تواند ای فن را به سادگی اجرا کند.

## موج معکوس (Backlash wave)
قویترین فن تتسایگاست و برای اجرای آن حریف اینویاشا باید حالهٔ اهریمنی قوی ایجاد کند.
این فن تقریباً هر چیز و شخصی را به زانو درمی‌آورد.

## تتسایگای قرمز (Red Tetsusaiga)
بعد از شکستن گوی محافظ خفاشهای اهریمنی که از اقامتگاه آن‌ها با محافظ جادوییش محافظت می‌کرد
و حاوی خون اجداد محافظ او بود، تتسایگا آن خون را جذب می‌کند و بعد از تبدیل شدن به رنگ قرمز می‌تواند هر محافظ جادویی را از بین ببرد.